# Banque Girardot
Pour les articles homonymes, voir Girardot.
La Banque Girardot, appelée aussi l'ancienne banque d'Isaac Vernet, Banque Thellusson, Necker & Cie, Banque Necker-Girardot puis Greffulhe, Montz & Cie, était une banque d'investissement franco-suisse très active dans la spéculation sur la dette publique et les matières premières au XVIIIe siècle. Elle fut dissoute en 1793.

## Histoire

### La première génération
La « Banque Girardot » fut fondée au début du XVIIIe siècle par un groupe de banquiers genevois parmi lesquels Isaac Vernet, issu de la banque de commission et de placements de fonds publics Labhart & Vernet ; Isaac de Thellusson, qui avait été jusqu'en 1740 l'associé de François Tronchin, ruiné par le Système de Law ; et Daniel Girardot de Vermenoux, issu d'une famille nivernaise spécialisée dans le commerce de bois, qui décède en 1753. Isaac de Thellusson avait débuté à Amsterdam et à Londres, chez son oncle Isaac Guiguer (1664-1715), associé de Nicolas Tourton chez Tourton & Guiguer, banque typique de « l'internationale huguenote », implantée à Paris, Londres, Amsterdam et Lyon.
Jean Girardot de Marigny (1733-1796) et Jean-Baptiste Girardot de Marigny, les héritiers du cofondateur, y ont fait fortune, tout comme Georges-Tobie de Thellusson (1728-1776), l'époux de sa fille Marie-Jeanne Girardot de Vermenoux (1736-1781).

### La deuxième génération
Le frère du fondateur Isaac Vernet, le pasteur Jacob Vernet, était un ami du père de Jacques Necker, qui est embauché comme simple commis à Genève tout d’abord, puis vient travailler en 1748, à Paris, où il tient les livres de compte à l'âge de seulement seize ans. Un jour, il remplace le premier commis chargé de négociations à la bourse lors d’une opération majeure, réussie : même en s’éloignant des instructions laissées, il procure à la banque un bénéfice de 500 000 livres. Les banquiers Thellusson & Vernet en font leur associé en 1756, la maison est alors Thellusson, Vernet & Necker.
Georges-Tobie de Thellusson (1728-1776), gendre d'un des fondateurs, propose à Jacques Necker de reprendre les parts d'Isaac Vernet, l'un des associés, lorsqu'il se retire en 1762. C'est aussi l'année de la mort du père de Jacques Necker. La banque embauche le fils aîné Louis Necker (1730-1804), professeur de mathématiques à Genève, ancien élève de Jean d'Alembert, qui a reçu le nom de Necker de Germany, d'une petite propriété qu'il possédait aux environs de Genève, et s'était retiré à Paris à la suite d'une aventure galante dont Voltaire s'est amusé. Louis Necker est envoyé à Marseille, pour opérer les spéculations sur les matières premières.

### La fortune lors de la Guerre de Sept Ans
Necker et Thellusson renomment l'établissement Banque Thellusson, Necker & Cie, appelée ensuite par les anciens clients « Banque Necker-Girardot ». La banque gère les dépôts et comptes courants d'environ 350 clients étrangers, dont la plupart sont engagés dans les emprunts émis par le Royaume de France. Ils font rapidement fortune en spéculant sur la dette publique anglaise au moment de la Paix de 1763, à la fin de la guerre de Sept Ans, qui se termina au profit de l'Empire britannique. Ils bénéficient d'informations confidentielles fournies par Favier, employé aux affaires étrangères et travaillant pour Lullin de Chateauvieux, une des trois grandes banques genevoises. Jacques Necker bénéficie aussi de son statut d'administrateur de la Compagnie française des Indes orientales.
En avril 1772, l'ancienne raison sociale fait place à une nouvelle où Louis Necker (1730-1804), se substitue à son frère Jacques Necker, qui se retire car il est depuis 1768 ministre de la République de Genève auprès de la Cour de Versailles comme l'avait été son aîné Isaac Thellusson entre 1728 et 1744. Tous deux étaient entrés jeunes et pauvres, par faveur familiale, auprès de patrons âgés et sans héritiers. Mort en 1776, George Tobie Thellusson a légué à sa femme 7,1 millions de livres, dont 5 millions pour sa part de la banque. Jacques Necker devint pratiquement seul propriétaire.
En août 1777, la banque accueille Rodolphe Emmanuel de Haller, fils d'Albrecht von Haller, employé puis associé. Elle est appelée alors Banque Girardot Haller par certains clients. La réussite est toujours au rendez-vous et Marie-Jeanne Girardot de Vermenoux (1736-1781), la fille du fondateur, acquiert en 1778 un terrain au 30, rue de Provence à Paris, pour faire construire un hôtel particulier, l'Hôtel Thellusson.

### Les rentes viagères
Lorsque Jacques Necker, devenu directeur des finances du Roi, lance des emprunts publics sous forme de rente viagère, la banque souscrit à elle seule pour quatorze millions, s'attirant des critiques de favoritisme. En novembre 1780 parut une brochure contre Jacques Necker insistant sur les liens financiers qui avaient existé et qui existaient peut-être encore entre la Banque Girardot Haller et lui. Jean-Barthélémy Le Couteulx de Canteleu, banquier à Rouen, souscrit aussi beaucoup de rente viagères .

### La Révolution française et la révolte de Saint-Domingue
En mai 1789, le banquier Louis Greffulhe (1741-1810) vint à Paris : il s'associe à Jacques Marc Montz, un neveu de Girardot, et les deux hommes reprennent l'établissement : au printemps de 1789 la Banque Girardot, Haller et Cie est renommée Banque Greffulhe, Montz et Cie. Le capital se monte à 2,4 millions de livres, dont un million pour Louis Greffulhe, un demi-million pour Jacques Marc Montz, et le reste à parité entre Jean-Baptiste Girardot de Marigny, l'héritier du fondateur, et Rodolphe Emmanuel de Haller . Haller et Girardot sont des associés en commandite.
La banque possède des filiales dans le négoce et opère d'importantes spéculations sur les matières premières : le 12 janvier 1792, Greffulhe, Montz & Cie, sont informés par leurs correspondants de Nantes de l’aggravation des émeutes de Saint-Domingue et de l’incendie de Port-au-Prince. Prévoyant que des événements « doivent faire une très grande sensation sur les denrées d’Amérique », ils écrivent à Rodolphe Emmanuel de Haller, établi à Marseille, et à Henry Simons, pour leur demander « de rafler partout autant de sucre et de café que possible » .
La banque est dissoute en 1793 après une commission d'enquête initiée en septembre 1792. Jean-Baptiste Girardot de Marigny est victime, comme de nombreux banquiers d'origine étrangère, de l'arrêté du 29 octobre, ainsi que Germaine Necker, Il est conduit et incarcéré à la « Pension Belhomme », utilisée comme prison sous la Terreur .
Les Girardot ne furent nullement ruinés sous la Révolution : par le truchement des mariages, ils se lièrent à la banque Cottin. Jean-Louis Cottin fils (1735-1793), qui avait épousé Catherine Girardot, laissa à son neveu Jean-Louis Girardot (fils d'Aimée Cottin) la somme de 8 millions, mais celui-ci fit une première faillite retentissante en 1798 .

## Pages connexes
- Hôtel d'Hallwyll
- Georges Tobie de Thellusson
- Jacques Necker
- Hôtel Thellusson